# Escut de Borredà
L'escut oficial de Borredà té el següent blasonament:
Escut caironat truncat: 1r. d'or, 2 homes afrontats alçant 2 dones també afrontades de gules i una filiera de gules; i al 2n, d'argent, un gall de sable ressaltant damunt un bàcul d'abat d'atzur posat en barra. Per timbre una corona mural de poble.

## Història
Va ser aprovat el 16 de juny de 1983 i publicat al DOGC el 27 de juliol del mateix any amb el número 348.
S'hi representa el Ball de Borredà, que es balla el 15 d'agost durant la festa major del poble. Els elements de la segona partició (el bàcul i el gall) al·ludeixen al fet que Borredà fou cedida, en el segle x, al monestir de Ripoll: les armes parlants de Ripoll són el gall, o "poll".